# Cá bống chấm mắt
Cá bống chấm mắt, tên khoa học Oxyurichthys microlepis, là một loài cá bống xuất xứ từ vùng biển nhiệt đới và vùng nước lợ dọc theo bờ biển Ấn Độ Dương, từ Châu Phi đến Tây Thái Bình Dương, nơi chúng thường xuất hiện ở các cửa sông và vùng nước ven bờ đến độ sâu khoảng 75 mét (246 ft) . Loài cá này xuất hiện ở đồng bằng sông Cửu Long và được cho rằng đã sử dụng dòng chảy thủy triều sông để vào sâu trong nội địa Campuchia. Chúng có thể đạt chiều dài 13,5 xentimét (5,3 in). Loài cá này có tầm quan trọng đối với khai thác thủy sản thương mại địa phương và đôi khi cũng có thể được tìm thấy trong lĩnh vực buôn bán cá cảnh.